# علسيات
العلسيات أو دبور الحنطة المنشاري أو دبور القمح المنشاري أو دبوريات الحنطة أو عائلة ذباب السيقان المنشاري  أو فصيلة سيفيدي (الإسم العلمي: Cephidae)، هي فصيلة من الحشرات تتبع رتيبة عديمات الخصر ضمن رتبة غشائيات الأجنحة. تحتوي على حوالي مئة أنواع في عشرة أجناس، وتستوطن في نصف الكرة الشمالية، خاصةً في أوروبا وآسيا، يعتبر الكثير من أنواعها آفة للقمح، الشعير، الشيلم، الشوفان والنجيليات البرية.